# Paragigagnathus tamaricis
Paragigagnathus tamaricis är en spindeldjursart som beskrevs av Amitai och Grinberg 1971. Paragigagnathus tamaricis ingår i släktet Paragigagnathus och familjen Phytoseiidae. Inga underarter finns listade i Catalogue of Life.